# Hrvatska obrana (dnevni list, Osijek)
Hrvatska obrana je bila hrvatski dnevnik i poslije tjednik iz Osijeka. Ove novine su počele izlaziti 1902., a prestale su izlaziti kao dnevnik 1923., a kao tjednik 1933. godine.
Urednici su bili Ljuboje Dlustuš, Ferdo Galović, Zlatko Kuntari, Ilija Jakovljević i Ivan Kampuš.
Od izlaženja kao tjednik, uređivali su ga Ivan Kampuš, Rudolf Švedl i Stjepan Zwingl.